# First Transcontinental Railroad
La First Transcontinental Railroad (in italiano Prima Ferrovia Transcontinentale) è una linea ferroviaria degli Stati Uniti d'America completata nel 1869, all'inizio della presidenza di Ulysses S. Grant, allo scopo di unire il sistema ferroviario degli Stati della costa atlantica con la California e l'Oceano Pacifico. La creazione della linea ferroviaria ha stimolato la crescita di un sistema ferroviario nazionale che ha rivoluzionato l'economia dell'intero paese e favorito una straordinaria crescita demografica degli Stati dell'Ovest.
Tecnicamente tale linea non è stata la prima linea transcontinentale del continente americano, preceduta dalla Panama Railway; tuttavia la lunghezza di quest'ultima era di soli 77 km poiché attraversava il continente americano nel suo punto più stretto.

## Storia

### Le origini del progetto: la scelta della Linea Centrale
Nel 1862 il Congresso degli Stati Uniti d'America approvò con forti contrasti il Pacific Railroad Act, ratificato dalla presidenza di Abraham Lincoln, che stabiliva la costruzione di una linea ferroviaria che unisse la West Coast alle ferrovie preesistenti della costa atlantica.
L'approvazione del tracciato Omaha-Sacramento rappresentava un compromesso tra i numerosi fattori politici ed economici che da lungo tempo dilaniavano l'opinione pubblica dell'epoca: influirono sulla scelta del percorso gli interessi economici delle grandi compagnie ferroviarie, l'assenza dei delegati del Sud dal Congresso legata alla questione della schiavitù, la creazione di nuovi stati nel territorio ancora privo di controllo federale che la ferrovia avrebbe attraversato e le esigenze militari dovute alla guerra civile.
Non si trattava del primo progetto di una ferrovia che tagliasse trasversalmente il continente per collegare i due oceani: dei numerosi tracciati formulati sin dal 1845, i più importanti erano:
1. quello del Nord, dal Mississippi superiore al Missouri superiore fino al fiume Columbia;
2. quello centrale, da St. Louis, risalendo i fiumi Kansas e Arkansas fino al Grande Lago Salato e poi verso la California, per raggiungere San Francisco;
3. l'itinerario del trentacinquesimo parallelo, da Memphis, attraverso le Montagne Rocciose nelle vicinanze di Santa Fe, e attraverso il territorio indiano (Apache e Mohave) fino a Los Angeles;
4. la tratta del Sud, da New Orleans, attraverso il Texas per giungere a Yuma e San Diego. L'itinerario del Sud era il più breve per raggiungere la costa, e non presentava i rischi della traversata del territorio indiano, privo di organizzazione statale; l'approvazione di tale itinerario avrebbe potuto significare per il Sud una rivincita sul "Compromesso del 1850".

Nel marzo 1853 il Congresso autorizzò un'ispezione dei territori da attraversare per valutare l'opportunità di approvare tale tracciato. All'epoca, il Ministro della Guerra era Jefferson Davis, il quale, infuso della dottrina nazionalista di Marshall e Adams, fece quanto in suo possesso per favorire, per ragioni strategiche, l'approvazione della linea transcontinentale del Sud, compreso l'acquisto da parte del Governo degli Stati Uniti di un territorio del Messico ove la linea sarebbe passata nel dicembre 1853.
Ma la precarietà degli equilibri politici condusse a un cambiamento delle carte in tavola: fondamentale fu l'intervento dell'influente senatore Stephen A. Douglas, 'l'idolo' dei democratici del Nord. La sua preferenza andava all'itinerario centrale, quale rappresentante dell'Illinois - nonché forte speculatore di terreni occidentali. Il problema principale della linea centrale era l'attraversamento di territori ancora al di fuori del controllo statale e abitati da indiani bellicosi. Fece dunque approvare un disegno di legge che istituiva un nuovo stato federale nel territorio del Nebraska, nel gennaio 1854, e fece in modo di garantire ai coloni che volevano trasferirsi nel nuovo stato facilitazioni e incentivi. L'ulteriore ostacolo da superare era la decisione se il nuovo territorio avrebbe permesso la schiavitù, tema chiave per conquistare i voti dei senatori del Sud che in passato avevano bocciato i medesimi tentativi di regolamentare la cosiddetta terra di nessuno. Douglas si attirò i voti del Sud con il principio della “sovranità popolare”: sarebbero stati i nuovi abitanti a decidere se volevano o meno la schiavitù tramite referendum. Ma il Nebraska si trovava a nord del parallelo 36°30', e dunque la schiavitù sarebbe stata proibita secondo il Missouri Compromise Act del 1820. Il disegno di legge di Douglas avrebbe dunque implicitamente abrogato le misure del lontano compromesso, e i senatori del Kentucky e del Missouri insistevano perché l'abrogazione venisse esplicitata. Jefferson Davis fu felice di rinunciare all'itinerario del Sud, allo scopo di ottenere l'eliminazione dell'abrogazione della schiavitù attraverso la “speciale istituzione” di uno stato che infrangeva i principi del compromesso di trent'anni prima. Con la proposta di abrogare il Compromesso del Missouri, il dibattito sulla ferrovia venne accantonato all'infuriare della polemica sulla schiavitù: il Nord reagì sdegnato all'infiltrazione della “speciale istituzione” all'interno di un territorio ancora vergine e il Sud impugnò nuovamente la bandiera Dixie. Il dibattito proseguì aspramente per altri tre mesi, fino al risolutivo intervento del presidente Pierce che portò all'approvazione del progetto di legge sul Nebraska, che divenne un nuovo stato della Federazione insieme al Kansas il 25 maggio 1854. La strada per l'itinerario ferroviario centrale era spianata, il partito della linea del Sud capitolava per ragioni di opportunità politica. Solo il senatore Sam Houston del Texas ricordò al Senato che vigeva ancora l'accordo con le tribù indiane che garantiva ai native-americans il possesso della maggior parte del Kansas e del Nebraska fino a che l'erba continuerà a crescere e l'acqua a scorrere.

### La costruzione

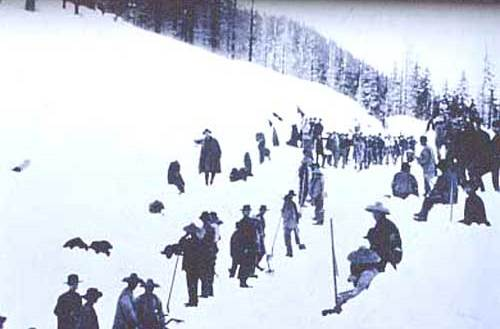
Manodopera cinese (coolies) utilizzata per la costruzione della linea ferroviaria

La realizzazione della ferrovia transcontinentale venne affidata a due grosse società da poco costituite, la Union Pacific e la Central Pacific. Le due società avrebbero dovuto costruire due diversi tragitti e si sarebbero dovute incontrare in un punto non definito del tragitto centrale. La linea doveva attraversare la California, il Nevada, lo Utah, il Wyoming e lo Stato di recente costituzione del Nebraska. La Union Pacific, fondata nel 1861, avrebbe dovuto iniziare la linea da Omaha, nel Nebraska, mentre la Central Pacific, fondata a Sacramento nel 1858 da quattro imprenditori noti come i “Big Four”, avrebbe dovuto cominciare la posa delle rotaie dalla città californiana.
Il finanziamento di una così onerosa opera non poteva essere direttamente sostenuto dal governo, per cui il Pacific Railroad Act decretava che, oltre al prestito di una somma per ogni miglio di ferrovia realizzata, alle due compagnie venissero assegnati lotti di terreno nelle zone disabitate in cui la linea si sarebbe trovata a passare. Il Congresso stabilì che per ogni miglio di linea sarebbero stati prestati alle società 16.000 dollari nei terreni pianeggianti, 32.000 su fondo collinoso e 48.000 per le linee di montagna. Inoltre si stabiliva che per ogni miglio di ferrovia costruita veniva concessa alle compagnie la proprietà di venti miglia quadrate di terreno ai margini della linea ferroviaria (quindi una striscia di terreno larga venti miglia) concedendo alle due società di attraversare liberamente e senza impegni di indennizzi il territorio demaniale. In tal modo le società venivano in possesso di terreni che sulla carta non valevano nulla ma che ben presto sarebbero stati venduti a peso d'oro con le opportunità commerciali offerte dalla contiguità della ferrovia.
La costruzione della linea venne avviata nel 1863 da parte della Union Pacific mentre in California i lavori ebbero inizio due anni più tardi. La manovalanza utilizzata dalle compagnie ferroviarie fu costituita da operai di varie nazioni e, al termine delle ostilità, dai veterani della guerra civile. In particolare, viste anche le difficoltà delle due compagnie di reclutare lavoranti per un lavoro che si presentava rischioso, duro e sottopagato, la Central Pacific sfruttò la manodopera a basso costo cinese (i cosiddetti coolies), che veniva anche reclutata direttamente in Cina. Oltre ai cinesi, lavorarono alla costruzione della grande ferrovia americana e collaborarono alla difesa della linea molte tribù indiane i nuovi immigrati irlandesi (i paddies), italiani, tedeschi, polacchi.
Le difficoltà tecniche affrontate dalle compagnie erano enormi: nella traversata della Sierra Nevada si resero necessarie numerose gallerie, e viadotti su burroni, con numerose vittime tra i lavoratori in mancanza di adeguate misure di sicurezza e di strumenti moderni come l'argano a vapore e le scavatrici meccaniche. La linea ferroviaria fu costruita pressoché letteralmente a mano.
La costruzione proseguì velocemente da Omaha verso occidente, seguendo le piste dei Mormoni e dell'Oregon, superando le Montagne Rocciose per discendere nel bacino del Gran Lago Salato. Nel medesimo tempo la Central Pacific sormontava le Sierre e avanzava lungo le valli del Nevada.
I lavori delle due compagnie proseguirono a tempo di record con ventimila operai che, nelle ultime fasi del lavoro, riuscirono a porre fino a otto miglia di binari al giorno. I motivi di tale febbrile corsa alla posa dei binari non dipesero tanto dalla volontà delle due compagnie di stabilire quale di esse fosse più solerte nella costruzione della grande ferrovia, bensì derivava dai generosi incentivi in termini di terreno statale che il Governo assegnava a chi riusciva a coprire il maggior numero di miglia, e portò le società a lesinare sui criteri di qualità della linea e a velocizzare le operazioni di posa dei binari.

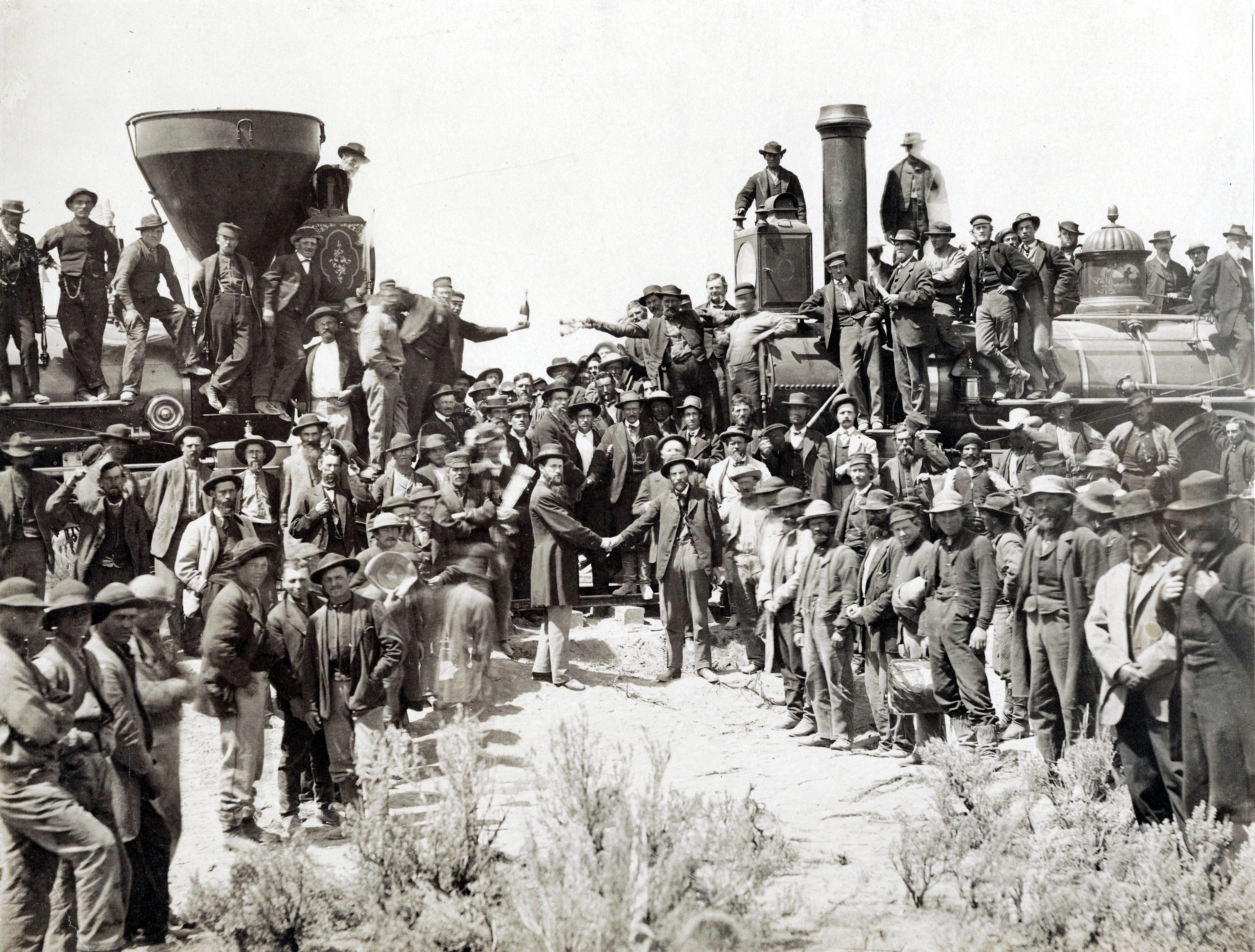
Foto celebrativa dell'incontro tra le due linee ferroviarie a Promontory Point (Utah), 10 maggio 1869

I due tronchi si incontrarono a Promontory Point, una località presso Ogden nello Utah, il 10 maggio 1869. Le “nozze dei binari” vennero annunciate dal semplice telegramma Done! di Lelan Stanford, uno dei Big Four, al presidente statunitense Ulysses S. Grant e furono celebrate con manifestazioni solenni in tutto il paese. Al momento dell'unione dei due tronconi la Union Pacific aveva costruito 1.086 miglia di ferrovia mentre la Central Pacific, a causa del ritardo dell'inizio dei lavori e soprattutto delle enormi difficoltà nel superare le montagne, solo 689.
Solo per raggiungere la California o l'Oregon partendo dal fiume Missouri, quindi approssimativamente da metà del continente, i pionieri con i loro conestoga impiegavano da quattro a sei mesi; i commerci tra la costa atlantica e quella pacifica della giovane nazione si svolgevano prevalentemente per nave, via Capo Horn, e anche i viaggiatori con opportune disponibilità economiche spesso sceglievano tale percorso, paradossalmente più sicuro, magari attraversando lo stretto Istmo di Panama.
Ora si poteva salire su un treno alla stazione di New York 42a strada e, dopo sette giorni e sei notti di viaggio via Chicago ed Omaha, scendere nel centro di Sacramento o di San Francisco.

## Film correlati
- Il cavallo d'acciaio (The Iron Horse) di John Ford (1924)
- La via dei giganti (Union Pacific) di Cecil B. DeMille (1939).
- Last Of The Giants, documentario autoprodotto dalla Union Pacific nei primi anni Sessanta.

## Giocattoli
- Nel 2015 un modello di Lego raffigurante la cerimonia Golden Spike, l'evento che ha simbolicamente segnato il completamento della prima ferrovia transcontinentale, è stato sottoposto al sito Lego Ideas[3][4].